# Monachosorum arakii
Monachosorum arakii là một loài dương xỉ trong họ Dennstaedtiaceae. Loài này được Tagawa mô tả khoa học đầu tiên năm 1935.
Danh pháp khoa học của loài này chưa được làm sáng tỏ. 